# Lista de clássicos de futebol do Brasil
Este anexo trata dos clássicos de futebol do Brasil.

## Clássicos interestaduais
Sudeste
- Belo Horizonte/Rio de Janeiro: Atlético Mineiro x Botafogo (artigo)
- Belo Horizonte/Rio de Janeiro: Atlético Mineiro x Flamengo (artigo)[1]
- Belo Horizonte/Rio de Janeiro: Atlético Mineiro x Fluminense (artigo)[2]
- Belo Horizonte/Rio de Janeiro:  Atlético Mineiro x Vasco da Gama (artigo)
- Belo Horizonte/São Paulo: Atlético Mineiro x Corinthians (artigo)[3]
- Belo Horizonte/São Paulo: Atlético Mineiro x Santos
- Belo Horizonte/São Paulo: Atlético Mineiro x São Paulo
- Belo Horizonte/São Paulo: Atlético Mineiro x Palmeiras
- Belo Horizonte/Rio de Janeiro: Cruzeiro x Botafogo
- Belo Horizonte/Rio de Janeiro: Cruzeiro x Flamengo
- Belo Horizonte/Rio de Janeiro: Cruzeiro x Fluminense (artigo)[4]
- Belo Horizonte/Rio de Janeiro: Cruzeiro x Vasco da Gama (artigo)
- Belo Horizonte/São Paulo: Cruzeiro x Corinthians (artigo)[5]
- Belo Horizonte/São Paulo: Cruzeiro x Palmeiras (artigo)[6]
- Belo Horizonte/São Paulo: Cruzeiro x Santos[7]
- Belo Horizonte/São Paulo: Cruzeiro x São Paulo (artigo)
- Rio de Janeiro/São Paulo: Botafogo x Corinthians (artigo)
- Rio de Janeiro/São Paulo: Botafogo x Santos (artigo)
- Rio de Janeiro/São Paulo: Botafogo x São Paulo (artigo)[8]
- Rio de Janeiro/São Paulo: Botafogo x Palmeiras (artigo)
- Rio de Janeiro/São Paulo: Flamengo x Palmeiras (artigo)[9]
- Rio de Janeiro/São Paulo: Flamengo x Santos (artigo)[10]
- Rio de Janeiro/São Paulo: Flamengo x São Paulo (artigo)[11]
- Rio de Janeiro/São Paulo: Fluminense x Palmeiras (artigo)[12]
- Rio de Janeiro/São Paulo: Fluminense x Santos (artigo)[13]
- Rio de Janeiro/São Paulo: Fluminense x São Paulo (artigo)[14]
- São Paulo/Rio de Janeiro: Corinthians x Flamengo (artigo)[15]
- São Paulo/Rio de Janeiro: Corinthians x Fluminense (artigo)[16]
- São Paulo/Rio de Janeiro: Corinthians x Vasco da Gama (artigo)[17]
- São Paulo/Rio de Janeiro: Palmeiras x Vasco da Gama (artigo)[18]
- São Paulo/Rio de Janeiro: São Paulo x Vasco da Gama (artigo)[19]
- São Paulo/Rio de Janeiro: Santos x Vasco da Gama (artigo)

Sudeste versus Sul
- Curitiba/Rio de Janeiro: Athletico Paranaense x Fluminense (artigo)
- Curitiba/Rio de Janeiro: Athletico Paranaense x Vasco da Gama (artigo)
- Curitiba/São Paulo: Athletico Paranaense x Corinthians (artigo)
- Belo Horizonte/Porto Alegre: Atlético Mineiro x Grêmio
- Belo Horizonte/Porto Alegre: Atlético Mineiro x Internacional
- Belo Horizonte/Porto Alegre: Cruzeiro x Grêmio
- Belo Horizonte/Porto Alegre: Cruzeiro x Internacional[21]
- Rio de Janeiro/Porto Alegre: Botafogo x Grêmio (artigo)
- Rio de Janeiro/Porto Alegre: Botafogo x Internacional
- Rio de Janeiro/Porto Alegre: Flamengo x Grêmio (artigo)
- Rio de Janeiro/Porto Alegre: Flamengo x Internacional (artigo)
- Rio de Janeiro/Porto Alegre: Fluminense x Grêmio (artigo)[22]
- Rio de Janeiro/Porto Alegre: Fluminense x Internacional (artigo)[23]
- Rio de Janeiro/Porto Alegre: Vasco da Gama x Grêmio
- Rio de Janeiro/Porto Alegre: Vasco da Gama x Internacional
- São Paulo/Porto Alegre: Corinthians x Grêmio (artigo)[24]
- São Paulo/Porto Alegre: Corinthians x Internacional (artigo)[25]
- São Paulo/Porto Alegre: Palmeiras x Grêmio (artigo)[26]
- São Paulo/Porto Alegre: Palmeiras x Internacional
- São Paulo/Porto Alegre: São Paulo x Grêmio (artigo)[27]
- São Paulo/Porto Alegre: São Paulo x Internacional
- São Paulo/Porto Alegre: Santos x Grêmio (artigo)[28]
- São Paulo/Porto Alegre: Santos x Internacional

Sudeste versus Nordeste
- Rio de Janeiro/Salvador: Botafogo x Bahia (artigo)
- Rio de Janeiro/Salvador: Flamengo x Bahia
- Rio de Janeiro/Salvador: Fluminense x Bahia (artigo)
- Rio de Janeiro/Salvador: Vasco da Gama x Bahia (artigo)
- Salvador/São Paulo: Bahia x Corinthians (artigo}
- Salvador/São Paulo: Bahia x São Paulo
- Salvador/São Paulo: Bahia x Santos
- Salvador/São Paulo: Bahia x Palmeiras
- Fortaleza/Belo Horizonte: Ceará x América Mineiro
- Fortaleza/Belo Horizonte: Ceará x Atlético Mineiro
- Fortaleza/Belo Horizonte: Ceará x Cruzeiro
- Fortaleza/São Paulo: Ceará x Corinthians
- Fortaleza/São Paulo: Ceará x São Paulo
- Fortaleza/São Paulo: Ceará x Palmeiras
- Fortaleza/Santos: Ceará x Santos
- Fortaleza/São Paulo: Fortaleza x Palmeiras
- Fortaleza/São Paulo: Fortaleza x São Paulo
- Fortaleza/São Paulo: Fortaleza x Corinthians
- Fortaleza/Santos: Fortaleza x Santos
- Fortaleza/Rio de Janeiro: Ceará x Flamengo
- Fortaleza/Rio de Janeiro: Ceará x Vasco da Gama
- Fortaleza/Rio de Janeiro: Ceará x Fluminense
- Fortaleza/Rio de Janeiro: Ceará x Botafogo
- Recife/Rio de Janeiro: Botafogo x Sport
- Recife/Rio de Janeiro: Flamengo x Sport
- Recife/Rio de Janeiro: Fluminense x Sport
- Recife/Rio de Janeiro: Vasco da Gama x Sport

Sul versus Nordeste
- Curitiba/Recife: Atlético-PR x Sport
- Curitiba/Recife: Coritiba x Sport
- Curitiba/Salvador: Atlético-PR x Bahia
- Curitiba/Salvador: Coritiba x Bahia
- Porto Alegre/Recife: Sport x Grêmio
- Porto Alegre/Recife: Sport x Internacional
- Porto Alegre/Salvador: Bahia x Grêmio
- Porto Alegre/Salvador: Bahia x Internacional
- Porto Alegre/Fortaleza: Internacional x Ceará
- Porto Alegre/Fortaleza: Grêmio x Ceará

Norte
- Manaus/Belém: Nacional x Remo
- Manaus/Belém: Nacional x Tuna Luso
- Manaus/Belém: Paysandu x Nacional
- Manaus/Belém: Rio Negro x Paysandu

- Manaus/Belém: São Raimundo x Paysandu

- Rio Branco/Belém: Rio Branco x Paysandu

- Rio Branco/Belém: Rio Branco x Remo

Nordeste
- Recife/Salvador: Náutico x Bahia (artigo)[29]
- Recife/Salvador: Náutico x Vitória (artigo)[30]
- Recife/Salvador: Sport x Bahia (artigo)[31]
- Recife/Salvador: Sport x Vitória (artigo)[32]
- Recife/Salvador: Santa Cruz x Bahia (artigo)[33]
- Recife/Salvador: Santa Cruz x Vitória (artigo)[34]
- Fortaleza/Recife: Ceará x Náutico (artigo)[35]
- Fortaleza/Recife: Ceará x Sport (artigo)[36]
- Fortaleza/Recife: Ceará x Santa Cruz (artigo)[37]
- Fortaleza/Recife: Fortaleza x Náutico (artigo)[38]
- Fortaleza/Recife: Fortaleza x Sport (artigo)[39]
- Fortaleza/Recife: Fortaleza x Santa Cruz (artigo)[40]
- Fortaleza/Salvador: Ceará x Bahia (artigo)[41]
- Fortaleza/Salvador: Ceará x Vitória (artigo)[42]
- Fortaleza/Salvador: Fortaleza x Bahia (artigo)[43]
- Fortaleza/Salvador: Fortaleza x Vitória (artigo)[44]
- Campina Grande/Caruaru: Campinense x Central (artigo)[45]

## Clássicos estaduais

### Região Centro-Oeste
Distrito Federal
- Taguatinga/Gama: Brasiliense vs. Gama (Clássico Verde-Amarelo)

Goiás
- Anápolis: Anápolis vs. Anapolina (Clássico da Manchester).
- Goiânia: Atlético-GO vs. Goiânia (Clássico Vovô - Goiânia).
- Goiânia: Atlético-GO vs. Vila Nova (Atlético-GO versus Vila Nova).
- Goiânia: Goiânia vs. Goiás (Clássico Go-Go).
- Goiânia: Goiânia vs. Vila Nova (Clássico dos Opostos).
- Goiânia: Goiás vs. Vila Nova (Derby do Cerrado).
- Goiânia: Goiás vs. Atlético-GO (Clássico do Equilíbrio).

Intermunicipais (GO)
- Anápolis/Itumbiara: Associação Atlética Anapolina vs Itumbiara
- Catalão/Anápolis: CRAC vs Anapolina.
- Catalão/Ipameri: CRAC vs Novo Horizonte.
- Catalão/Itumbiara:CRAC vs Itumbiara Esporte Clube.
- Catalão/Goiânia: CRAC vs Goiás.
- Catalão/Goiânia: CRAC vs Vila Nova.
- Catalão/Goiânia: CRAC vs Atlético-GO.
- Goiânia/Itumbiara: Atlético-GO vs Itumbiara.
- Goiânia/Itumbiara: Goiás vs Itumbiara.
- Goiatuba/Itumbiara: Goiatuba EC vs Itumbiara.
- Jataí/Mineiros: Jataiense vs Mineiros.
- Jataí/Santa Helena de Goiás: Jataiense vs Santa Helena.

Mato Grosso
- Cuiabá: Dom Bosco vs. Mixto (Clássico Vovô)
- Cuiabá/Várzea Grande: Mixto vs. Operário (Clássico dos Milhões)
- Cuiabá/Lucas do Rio Verde: Cuiabá vs. Luverdense (Clássico Ouro-Verde)
- Rondonópolis: União Rondonópolis vs. Vila Aurora (Clássico Unigrão)

Mato Grosso do Sul

### Região Norte
Acre
- Rio Branco: Rio Branco vs. Juventus (Clássico Pai e Filho)
- Rio Branco: Rio Branco vs. Atlético Acreano
- Rio Branco: Juventus vs. Atlético Acreano
- Rio Branco/Cruzeiro do Sul: Rio Branco vs. Náuas

Amazonas
- Manaus: Rio Negro vs. Nacional (Rio-nal)
- Manaus: Nacional vs. Fast (Pai-Filho)
- Manaus: Rio Negro Vs. Fast (Clássico da Elite)
- Manaus: São Raimundo vs. Nacional
- Manaus: São Raimundo vs. Fast
- Manaus: Rio Negro vs. São Raimundo
- Manaus: Sul América vs. São Raimundo (Clássico Galo Preto)
- Manaus: Amazonas vs. Manaus (Gavionça)
- Manacapuru: Operário vs. Princesa do Solimões

Rondônia
- Ji-Paraná: Ji-Paraná vs. Ulbra
- Porto Velho: Moto Clube vs. Genus
- Ji-Paraná/Cacoal:Ji-Paraná vs. União Cacoalense

Roraima
- Boa Vista: Baré vs. Atlético Roraima (Clássico Bareima)

Pará
- Belém: Remo vs. Paysandu (Re-Pa ou Clássico-Rei da Amazônia)
- Belém: Remo vs. Tuna Luso (Re-Tu)
- Belém: Paysandu vs. Tuna Luso (Pa-Tu)
- Marabá/Bom Jesus do Tocantins (Marabá): Águia vs. Gavião (Clássico das Aves)
- Marabá/Tucuruí: Águia vs. Independente (Clássico do Carajás)
- Santarém: São Raimundo vs. São Francisco (Rai-Fran)

Tocantins
- Araguaína/Gurupi: Clássico Norte-Sul
- Palmas/Gurupi: Palmas vs Gurupi
- Palmas/Araguaina: Palmas vs Araguaina

### Região Nordeste
Alagoas
- Maceió: CRB vs. CSA (Clássico das Multidões)
- Interior: Palmeira dos Índios/Arapiraca: CSE vs. ASA (Clássico do Interior)
- Maceió/Arapiraca: CRB vs.  ASA ( CRB x ASA).
- Maceió/Arapiraca: CSA vs ASA  (Clássico das Manchas).
- Arapiraca: ASA vs. Cruzeiro AL (Clássico Arapiraquense)
- Penedo/Coruripe: Penedense vs. Coruripe (Clássico do Litoral)
- Santana do Ipanema/Olho D'água das Flores: Ipanema vs. CEO (Clássico do Sertão)
- Arapiraca/Murici: ASA vs. Murici
- Murici/Coruripe: Murici vs. Coruripe (Clássico Alviverde)
- União dos Palmares: União vs. Zumbi
- Pilar: Agrimaq vs. Aliança
- São Luiz do Quitunde: América vs. São Luiz
- Atalaia: Jaqueirense x Esporte Clube Ouricuri. (Clássico do Interior)

Bahia
- Salvador: Bahia x Vitória

(Ba-Vi)
- Salvador: Bahia x Ypiranga

(Clássico do Povo)
- Salvador: Bahia x Galícia

(Clássico das Cores)
- Salvador: Bahia x Botafogo-BA

(Clássico do Pote)
- Salvador: Vitória x Ypiranga
- Salvador: Vitória x Galícia
- Salvador: Vitória x Botafogo-BA
- Feira de Santana: Bahia de Feira x Fluminense de Feira
- Itabuna/Ilhéus: Itabuna x Colo Colo de Ilhéus
- Feira de Santana/Alagoinhas: Fluminense de Feira x Atlético de Alagoinhas

(Clássico do Sertão)
Ceará
- Fortaleza: Fortaleza x Ceará

(Clássico-Rei)
- Fortaleza: Fortaleza x Ferroviário

(Clássico das Cores)
- Fortaleza: Ceará x Ferroviário

(Clássico da Paz)
- Juazeiro do Norte: Icasa x Guarani

(Clássico do Cariri)
Maranhão
- São Luís: Sampaio Corrêa x Moto Club

(Superclássico)
- São Luís: Sampaio Corrêa x Maranhão (Samará)
- São Luís: Moto Club x Maranhão (Maremoto)
- Imperatriz: Imperatriz x JV Lideral

Paraíba
- Campina Grande: Treze x Campinense

(Clássico dos Maiorais)
- Campina Grande/João Pessoa: Treze x Botafogo-PB

(Clássico Tradição)
- Campina Grande/João Pessoa: Campinense x Botafogo-PB

(Clássico Emoção)
- João Pessoa: Botafogo-PB x Auto Esporte

(Botauto)
- Sousa/Cajazeiras: Sousa x Atlético de Cajazeiras

(Clássico do Sertão)
Pernambuco
- Recife: Sport x Santa Cruz

(Clássico das Multidões)
- Recife: Sport x Náutico

(Clássico dos Clássicos)
- Recife: Santa Cruz x Náutico

(Clássico das Emoções)
- Caruaru: Central x Porto

(Clássico Matuto) 
- Recife/Camaragibe: Retrô X Náutico

(Choque Aurirrubro) 
- Recife/Camaragibe: Retrô x Sport

(Clássico Derby Rei) 
- Recife/ Camaragibe: Retrô x Santa Cruz

(Clássico Decisão) 
Piauí
- Teresina: River x Flamengo-PI

(Rivengo)
- Teresina/Parnaíba: River x Parnahyba
- Teresina/Parnaíba: Flamengo-PI x Parnahyba
- Teresina/Altos: River x Altos

Rio Grande do Norte
- Natal: ABC x América

(Clássico-Rei)
- Natal: ABC x Alecrim
- Natal: América x Alecrim
- Mossoró: Potiguar x Baraúnas
- Caicó/Currais Novos: Corintians de Caicó x Potyguar de Currais Novos

Sergipe
- Aracaju: Confiança vs. Sergipe (Sergipe x Confiança, Ser-Con ou Derby Sergipano)
- Aracaju: Cotinguiba vs. Sergipe (Vovô)
- Aracaju/Itabaiana: Confiança vs. Itabaiana
- Aracaju/Itabaiana: Cotinguiba vs. Itabaiana
- Aracaju/Itabaiana: Sergipe vs. Itabaiana
- Estância/Carmópolis: Boca Júnior vs. River Plate-SE (Clássico Boca x River)
- Estância: Estanciano vs. Santa Cruz (Clássico do Piauitinga)
- Propriá: América de Propriá x Propriá (Clássico da Ribeirinha)
- Tobias Barreto: Amadense vs. Sete de Junho
- Itabaiana: Itabaiana vs Coritiba-SE

### Região Sudeste
Espírito Santo
Minas Gerais
Ver Lista de clássicos de futebol de Minas Gerais
Rio de Janeiro
Ver Lista de clássicos de futebol do Rio de Janeiro
São Paulo
Ver Anexo:Lista de clássicos de futebol de São Paulo

### Região Sul
Paraná
- Apucarana: Apucarana Sports vs. Arapongas: Clássico AraPuca
- Campo Largo: Andraus vs. GRECAL
- Cascavel: Cascavel CR vs. FC Cascavel: Clássico do Veneno
- Curitiba: Athletico Paranaense vs. Coritiba ou (Atletiba)
- Curitiba: Paraná vs. Athletico Paranaense ou (Derby da Rebouças)
- Curitiba: Paraná vs. Coritiba ou (Paratiba)
- Guarapuava/Prudentópolis: Batel vs. Prudentópolis (Clássico da Serra)
- Londrina: Londrina vs. Portuguesa Londrinense ou (Clássico Pé Vermelho)
- Londrina/Maringá: Londrina vs. Grêmio Maringá ou (Clássico do Café)
- Londrina/Maringá: Londrina vs. Maringá ou Londringá
- Maringá: Grêmio Maringá vs. Maringá: Derby da Amizade
- Rolândia: Nacional de Rolândia vs. Rolândia

Rio Grande do Sul
- Bagé: Bagé vs. Guarany ou (Ba-Gua)
- Cachoeira do Sul: Cachoeira vs São José (Ca-Sé)
- Cachoeira do Sul: Cachoeira vs Guarany (Gua-Ca)
- Caxias do Sul: Caxias vs. Juventude ou (Ca-Ju)
- Caxias do Sul/Bento Gonçalves: Caxias vs. Esportivo (Clássico da Polenta)
- Novo Hamburgo/São Leopoldo: Novo Hamburgo vs. Aimoré (Clássico do Vale)
- Passo Fundo: Gaúcho vs. Passo Fundo (Ga-Pas)
- Pelotas: Brasil de Pelotas vs. Pelotas ou (Bra-Pel)
- Porto Alegre: Grêmio vs. Internacional (Grenal)
- Porto Alegre/Caxias do Sul: Internacional vs. Juventude (Juve-Nal)
- Porto Alegre/Caxias do Sul: Grêmio vs. Juventude (Gre-Ju)
- Rio Grande: São Paulo  vs. Rio Grande (Rio-Rita)
- Santa Maria: Riograndense vs. Internacional-SM (Rio-Nal)
- Santa Cruz do Sul: Avenida vs. Santa Cruz (Ave-Cruz)

Santa Catarina
- Florianópolis: Avaí vs. Figueirense (Clássico de Florianópolis)
- Chapecó/Criciúma: Chapecoense vs. Criciúma[46]
- Chapecó/Joinville: Chapecoense vs. Joinville[47]
- Criciúma/Joinville: Criciúma vs. Joinville (Clássico do Interior)
- Blumenau/Itajaí: Metropolitano vs. Marcílio Dias[48]
- Blumenau: Metropolitano vs. Blumenau (Clássico de Blumenau)
- Blumenau/Brusque: Metropolitano vs. Brusque
- Chapecó: Chapecoense vs Atlético Clube Chapecó
- Xaxim/Romelândia: Oeste vs Canarinho
- Florianópolis/Joinville: Avaí vs. Joinville (Capital vs. Interior)